# Trathala flavoorbitalis
Trathala flavoorbitalis är en stekelart som först beskrevs av Cameron 1907.  Trathala flavoorbitalis ingår i släktet Trathala och familjen brokparasitsteklar. Inga underarter finns listade i Catalogue of Life.